# Red Moon (Kalafina)
Red Moon è il secondo album studio del gruppo femminile giapponese Kalafina, pubblicato il 17 marzo 2010 in Giappone.  L'album è arrivato alla quinta posizione della classifica Oricon degli album più venduti in Giappone.

## Tracce
1. Red Moon
2. Hikari no Senritsu (光の旋律)
3. Te to Te to Me to Me (テトテトメトメ)
4. Fantasia
5. Haru wa Kogane no Yume no Naka (春は黄金の夢の中)
6. Kyrie
7. Yami no Uta (闇の唄)
8. Hoshi no Utai (星の謡)
9. Storia
10. Intermezzo
11. Progressive
12. Lacrimosa
13. I Have a Dream